# Gloiopotes huttoni
Gloiopotes huttoni är en kräftdjursart som först beskrevs av G. M. Thomson 1889.  Gloiopotes huttoni ingår i släktet Gloiopotes och familjen Euryphoridae. Inga underarter finns listade i Catalogue of Life.